# Viktor zu Hohenlohe-Langenburg

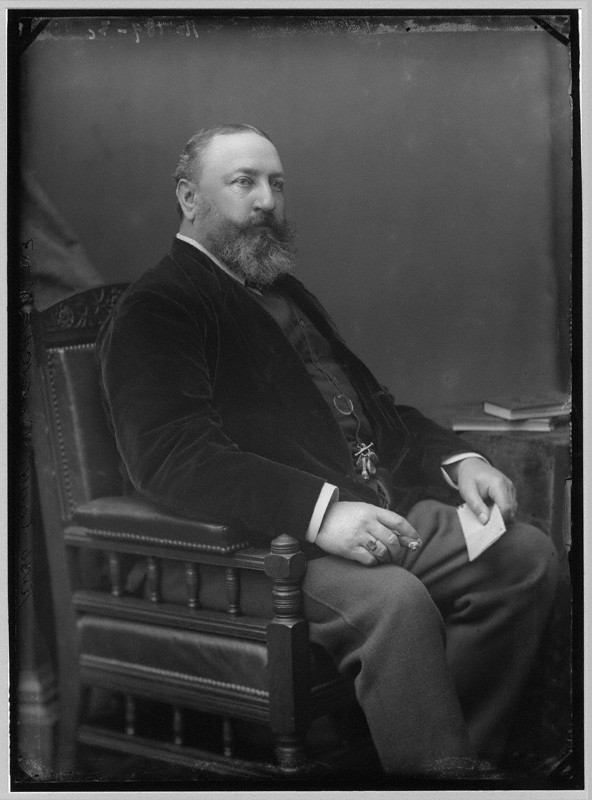
Prinz Viktor zu Hohenlohe-Langenburg

Viktor Ferdinand Franz Eugen Gustav Adolf Constantin Friedrich Prinz zu Hohenlohe-Langenburg GCB (* 11. November 1833 in Langenburg; † 31. Dezember 1891 in London) war ein deutscher Adliger und britischer Admiral, Bildhauer, Künstler und Aquarellmaler.

## Jugend und Ausbildung
Viktor war der dritte Sohn von Fürst Ernst I. zu Hohenlohe-Langenburg (1794–1860) und seiner Ehefrau Prinzessin Feodora zu Leiningen (1807–1872) geboren. Seine Mutter war Königin Victorias Halbschwester. Die Familie war daher eng mit der britischen Königsfamilie verwandt. Geboren auf Schloss Langenburg, verbrachte er die ersten 14 Lebensjahre zu Hause, bis er 1847 mit seinen zwei Brüdern in das Blochmannsche Institut in Dresden geschickt wurde.

## Dienst in der Marine
Nach seiner Ausbildung zog er ins Vereinigte Königreich und trat dort 1848 als Offizier in die Royal Navy ein. Im Jahr 1854 erfolgte seine Beförderung zum Lieutenant. Als Leutnant diente er 1855 unter Captain Henry Keppel auf der HMS St. Jean d’Acre im Mittelmeer. 1856 befehligte er für ein paar Monate das Kanonenboot HMS Traveller nach dessen Indienststellung. Danach diente er wieder unter Keppel auf der HMS Raleigh in Ostindien und China, bis das Schiff in der Nähe von Macau im Jahr 1857 zerstört wurde. 1856 wurde er für seinen Dienst in China während des Zweiten Opiumkriegs für das Victoria-Kreuz empfohlen. Er wurde 1857 zum Commander befördert und befehligte die Sloop HMS Scourge im Mittelmeer. 1859 zum Captain befördert, übernahm er das Kommando der 21-Kanonen-Korvette HMS Racoon von deren Inbetriebnahme im Jahre 1863 bis 1866, während der Zeit der zweite Sohn von Königin Victoria, Prinz Alfred, der spätere Duke of Edinburgh (1844–1900) an Bord als Lieutenant diente.

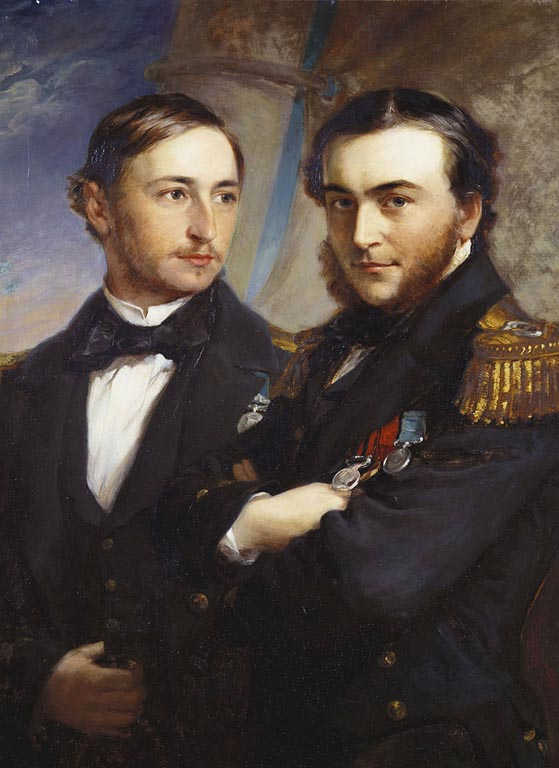
Viktor zu Hohenlohe-Langenburg (rechts) mit Fürst Ernst zu Leiningen

Er zog sich aus dem aktiven Dienst im Jahr 1866 zurück und wurde im selben Jahr zum Knight Commander des Order of the Bath ernannt und 1887 zum Knight Grand Cross desselben Ordens erhoben. Im Ruhestand wurde er im Dezember 1876 in den Rang eines Rear-Admiral, am 23. November 1881 zum Vice-Admiral und am 24. Mai 1881 zum Admiral befördert.

## Tätigkeit als Künstler
Nach seinem Ausscheiden aus dem aktiven Marinedienst betätigte er sich als Künstler, insbesondere als Bildhauer.
Er starb 1891 in London und wurde in Sunningdale in Berkshire begraben.

## Ehe und Nachkommen
Viktor zu Hohenlohe-Langenburg heiratete am 24. Januar 1861 in London in morganatischer Ehe Laura Wilhelmina Seymour, die jüngere Tochter von Admiral Sir George Francis Seymour (1787–1870), unter dem er in den 1850er Jahren auf der HMS Cumberland gedient hatte. Kurz vor Eheschließung wurden seine künftige Frau und seine künftigen Nachkommen durch Herzog Ernst II. von Sachsen-Coburg und Gotha zu  Grafen und Gräfinnen von Gleichen  erhoben, nach der Grafschaft Gleichen, die sich im Besitz der Familie Hohenlohe-Langenburg befand. Viktor zu Hohenlohe-Langenburg nannte sich seit seiner Eheschließung ebenfalls Graf von Gleichen (bzw. im Vereinigten Königreich, in englischer Übersetzung, Count Gleichen). Er verwendete seinen deutschen Titel „Seine Durchlaucht Viktor Prinz zu Hohenlohe-Langenburg“ erst wieder, als seine Gattin am 15. Dezember 1885 von Königin Victoria das Recht erhielt, im British Empire den Prinzentitel ihres Gatten zu führen. Die aus ihrer Ehe stammenden vier Kinder verzichteten während des Ersten Weltkriegs 1917 auf ihre deutschen Titel und erhielten im Gegenzug die Höflichkeitsanrede „Lord“ bzw. „Lady“. Seine Kinder waren:
- Lady Feodora Georgina Maud Gleichen (1861–1922);
- Lord Albert Edward Wilfred Gleichen (1863–1937), Major-General der British Army, ⚭ 1910 Hon. Sylvia Gay Edwardes;
- Lady Victoria Alice Leopoldine Ada Laura Gleichen (1868–1951), ⚭ 1905 Percy Wilfred Machell (⚔ 1916), Lieutenant-Colonel der British Army;
- Lady Helena Emily Gleichen (1873–1947).